# 卡贾诺
卡贾诺（義大利語：Caggiano），是意大利萨莱诺省的一个市镇。总面积35平方公里，人口2862人，人口密度81.8人/平方公里（2009年）。ISTAT代码为065019。